# Calvin Bridges
Calvin Blackman Bridges (11 de Janeiro de 1889 - 27 de Dezembro de 1938) foi um cientista dos Estados Unidos da América, conhecidos pelas suas contribuições no campo da Genética, Juntamente com Alfred Sturtevant e Hermann Joseph Muller, Bridges trabalhou na famosa Sala das Moscas de Thomas Hunt Morgan, na Universidade de Columbia. 
Bridges escreveu a sua tese de doutoramento sobre a "não-disjunção como prova da teoria da hereditariedade cromossómica". Apareceu como o primeiro artigo da primeira edição da publicação científica Genetics, em 1916. 
O seu trabalho com traços ligados ao sexo, na mosca-da-fruta Drosophila melanogaster, sugeriam que os cromossomas continham genes. Mais tarde, Nettie Maria Stephens conseguiu provar essa hipótese, através da análise de cromossomas da mosca-da-fruta. Bridges escreveu dois artigos apresentando a prova.
A contribuição mais conhecida de Bridges, entre os pesquisadores de Drosophila, foi a observação e documentação dos cromossomas politénicos das glandulas salivares de larvas da mosca. Os padrões de bandeamento desses cromossomas são ainda hoje utilizados como marcadores genéticos.